# Hrabstwo Montgomery (Illinois)
Hrabstwo Montgomery – hrabstwo w USA, w stanie Illinois, według spisu z 2000 roku liczba ludności wynosiła 30 652. Siedzibą hrabstwa jest Hillsboro.

## Geografia
Według spisu hrabstwo zajmuje powierzchnię 1838 km², z czego 1823 km² stanowią lądy, a 15 km² (0,84%) stanowią wody.

### Sąsiednie hrabstwa
- Hrabstwo Sangamon – północ
- Hrabstwo Shelby – północny wschód
- Hrabstwo Christian – północny wschód
- Hrabstwo Fayettte – południowy wschód
- Hrabstwo Bond – południe
- Hrabstwo Madison – południowy zachód

Stan Illinois na mapie USA

- Hrabstwo Macoupin – zachód

## Historia
Hrabstwo Marion powstało w 1821 roku z terenów dwóch hrabstw: Bond i Madison. Swoją nazwę obrało na cześć generała Richarda Montgomery (1736 – 1775), generała Armii Kontynentalnej w czasie wojny o niepodległość Stanów Zjednoczonych. Poległ on w bitwie o Quebec, 31 grudnia 1775 roku.

### Tworzenie granic hrabstwa
Przed rokiem 1816 tereny dzisiejszego hrabstwa Montgomery zamieszkiwały rozproszone plemiona Indian Kickapoo. Pierwsi biali osadnicy osiedli w południowo-wschodniej części hrabstwa przybywszy z hrabstw Bond i Fayette.
Nowe domy i budynki powstawały pierwotnie wzdłuż rzeki Hurricane w obszarze  VanBurensburg i w Clear Springs w sąsiedztwie rzeczki Shoal.
Po wojnie brytyjsko-amerykańskiej w 1812 roku, kongres przyznał każdemu żołnierzowi, 160 akrów ziemi na ówczesnym Terytorium Illinois. Darowizna ta miała być nagrodą oraz jednocześnie zachętą do kolonizowania zachodnich terenów.
Pierwsi mieszkańcy tych obszarów m.in. John Tillson, Jr., Hiram Rountree, Israel Seward i Eleaser Townsend, 12 lutego 1821 roku, wnieśli petycję do państwowej legislatury, by pozwolić na utworzenie Hrabstwa Montgomery. Obszar był wówczas częścią Hrabstwa Bond.
Po utworzeniu hrabstwa rozpoczął się proces kształtowania granic. Obszar zajmował wówczas prawie obecny kształt z wyjątkiem okręgu Audubon, wschodnie tereny okręgu Nokomis oraz Witt. Tereny te należały wówczas do hrabstwa Feyette. W 1827 roku powróciły one w granice Montgomery.
W tym samym czasie do hrabstwa Montgomy dołączono osiem innych okręgów północnych  Raymond, Rountree, Nokomis, wschodni Bois D'Arc oraz Harvel.
W 1839, kiedy Hrabstwo Dane (dzisiejsze Christian) zostało utworzone, większość ziem tych hrabstw została odłączona od Mondgomery i w ten sposób zostały ustalone granice dzisiejszego hrabstwa.

### Pierwsze osady
W marcu 21, 1821 roku, w chacie położonej na terenie Taylor Springs trzech specjalnych komisarzy spotkali się by ustalić miejsce powstania siedziby lokalnych władz. Uchwalili iż będzie to miejsce położone trzy mile na południowy wschód od obecnego Hillsboro. Miasto miało nosić nazwę Hamilton. Decyzja została zrealizowana. W tym miejscu wybudowano domy, otworzono sklep, i zgromadzono materiały na pierwszy budynek sądu.
Jednakże wówczas pojawili się inni trzej komisarze wysłani przez państwową legislaturę i postanowili zmienić pierwotną decyzję i przenieść siedzibę do Hillsboro. Miejsce to zostało przyjęte przez miejscowych, nowo wybranych komisarzy a m.in. byli to major James Wilson, Harris Reavis i Newton Coffey
W momencie powstania hrabstwa wyznaczono również pierwszych przedstawicieli prawa i władze hrabstwa. Pierwszym szeryfem był Joel Wright, urzędnikiem Hiram Rountree, koronerem Jarvis Forehand, skarbnikiem John Tillson, sędzią L.M. Townsend i pierwszymi konstablami zostali James Wright i Daniel Meredith. Pierwszym potwierdzonym kupcem, handlowcem w mieście był również John Tillson, który został pierwszym naczelnikiem poczty i wybudował pierwszy ceglany dom w hrabstwie.
Pierwszy budynek sądu otworzono w dniach 17 – 18 czerwca 1824 roku. Był to budynek piętrowy. W 1833 roku wybudowano drugi budynek sądu również dwupiętrowy lecz z dwiema salami sądowymi. W 1854 roku budynek zastąpiono nowym budynkiem z cegły z białymi kolumnami od frontu wychodzącego na główna ulice miasta.

## Muzea
Hrabstwo Montgomery posiada kilka muzeum, w których znajdują się zbiory pierwszych pamiątkowych przedmiotów i starych zdjęć. jedno z takich muzeum znajduje się w Hillsboro i zwane jest Harkey House Museum. Muzeum utrzymane jest przez Towarzystwo Historyczne Hrabstwa Mondgomery. Inne muzeum znajduje się w Panama Community i zostało założone przez Norman Comptona.
W muzeach znajdują się:
- Harkey Dom w Hillsboro – miejsce spotkań Towarzystwa Historycznego Mondgomery;
- Muzeum Społeczności Witt
- Muzeum Historyczne obszaru Irving
- Muzeum Społeczności Panama
- Muzeum Społeczności Fillmore
- B-R-S Muzeum Baseballa w Nokomis – poświęcone trzem sławnym graczom w baseball, pochodzących z hrabstwa: "Sunny" Jim Bottomley, Charles "Red" Ruffing i Ray Schalk. Znajduje się tam również miejsce pamiątkowe dla żeńskiej drużyny koszykówki za szkoły średniej, która zwyciężyła w mistrzostwach stanowych Class A w 1998 i 1999

## Demografia
Według spisu z 2000 roku hrabstwo zamieszkuje 30 652 osób, które tworzą 11 507 gospodarstw domowych oraz 7928 rodzin. Gęstość zaludnienia wynosi 17 osób/km². Na terenie hrabstwa jest 12 525 budynków mieszkalnych o częstości występowania wynoszącej 7 budynków/km². Hrabstwo zamieszkuje 94,88% ludności białej, 3,73% ludności czarnej, 0,21% rdzennych mieszkańców ameryki, 0,23% Azjatów, 0,03% mieszkańców Pacyfiku, 0,47% ludności innej rasy oraz 0,46% ludności wywodzącej się z dwóch lub więcej ras, 1,06% ludności to Hiszpanie, Latynosi lub inni.
W hrabstwie znajduje się 11 507 gospodarstw domowych, w których 31,90% stanowią dzieci poniżej 18 roku życia mieszkający z rodzicami, 56,10% małżeństwa mieszkające wspólnie, 8,90% stanowią samotne matki oraz 31,10% to osoby nie posiadające rodziny. 27,80% wszystkich gospodarstw domowych składa się z jednej osoby oraz 14,70% żyje samotnie i ma powyżej 65 roku życia. Średnia wielkość gospodarstwa domowego wynosi 2,44 osoby, a rodziny wynosi 2,97 osoby.
Przedział wiekowy populacji hrabstwa kształtuje się następująco: 23,70% osób poniżej 18 roku życia, 8,30% pomiędzy 18 a 24 rokiem życia, 29,30% pomiędzy 25 a 44 rokiem życia, 21,70% pomiędzy 45 a 64 rokiem życia oraz 17,00% osób powyżej 65 roku życia. Średni wiek populacji wynosi 38 lat. Na każde 100 kobiet przypada 106,40 mężczyzn. Na każde 100 kobiet powyżej 18 roku życia przypada 106,40 mężczyzn.
Średni dochód dla gospodarstwa domowego wynosi 33 123 USD, a średni dochód dla rodziny wynosi 39 923 dolarów. Mężczyźni osiągają średni dochód w wysokości 30 657 dolarów, a kobiety 20 563 dolarów. Średni dochód na osobę w hrabstwie wynosi 16 272 dolarów. Około 10,60% rodzin oraz 13,40% ludności żyje poniżej minimum socjalnego, z tego 18,40% poniżej 18 roku życia oraz 11,00% powyżej 65 roku życia.

## Miasta
- Coffeen
- Hillsboro
- Litchfield
- Nokomis
- Witt

## Wioski
- Butler
- Coalton
- Farmersville
- Fillmore
- Irving
- Harvel
- Ohlman
- Raymond
- Schram City
- Taylor Springs
- Waggoner
- Walshville
- Wenonah